# Івановське сільське поселення (Нерчинсько-Заводський район)
Іва́новське сільське поселення (рос. Ивановское сельское поселение) — сільське поселення у складі Нерчинсько-Заводського району Забайкальського краю Росії.
Адміністративний центр — село Івановка.

## Населення
Населення сільського поселення становить 672 особи (2019; 769 у 2010, 875 у 2002).

## Склад
До складу сільського поселення входять:
| Населений пункт | Населення, осіб (2002) | Населення, осіб (2010) |
| --------------- | ---------------------- | ---------------------- |
| Байка, село     | 365                    | 286                    |
| Івановка, село  | 510                    | 483                    |